# فردیناند دائوییک
فردیناند دائوییک (به انگلیسی: Ferdinand Daučík) (زاده ۳۰ مه ۱۹۱۰ - درگذشته ۱۴ نوامبر ۱۹۸۶) بازیکن و مربی فوتبال اهل اسلواکی بود. وی سابقه مربیگری تیم‌های زیادی را در لالیگا چون بارسلونا، اتلتیک بیلبائو، اتلتیکو مادرید و رئال ساراگوسا داشته است.